# 9 Pułk Zmechanizowany

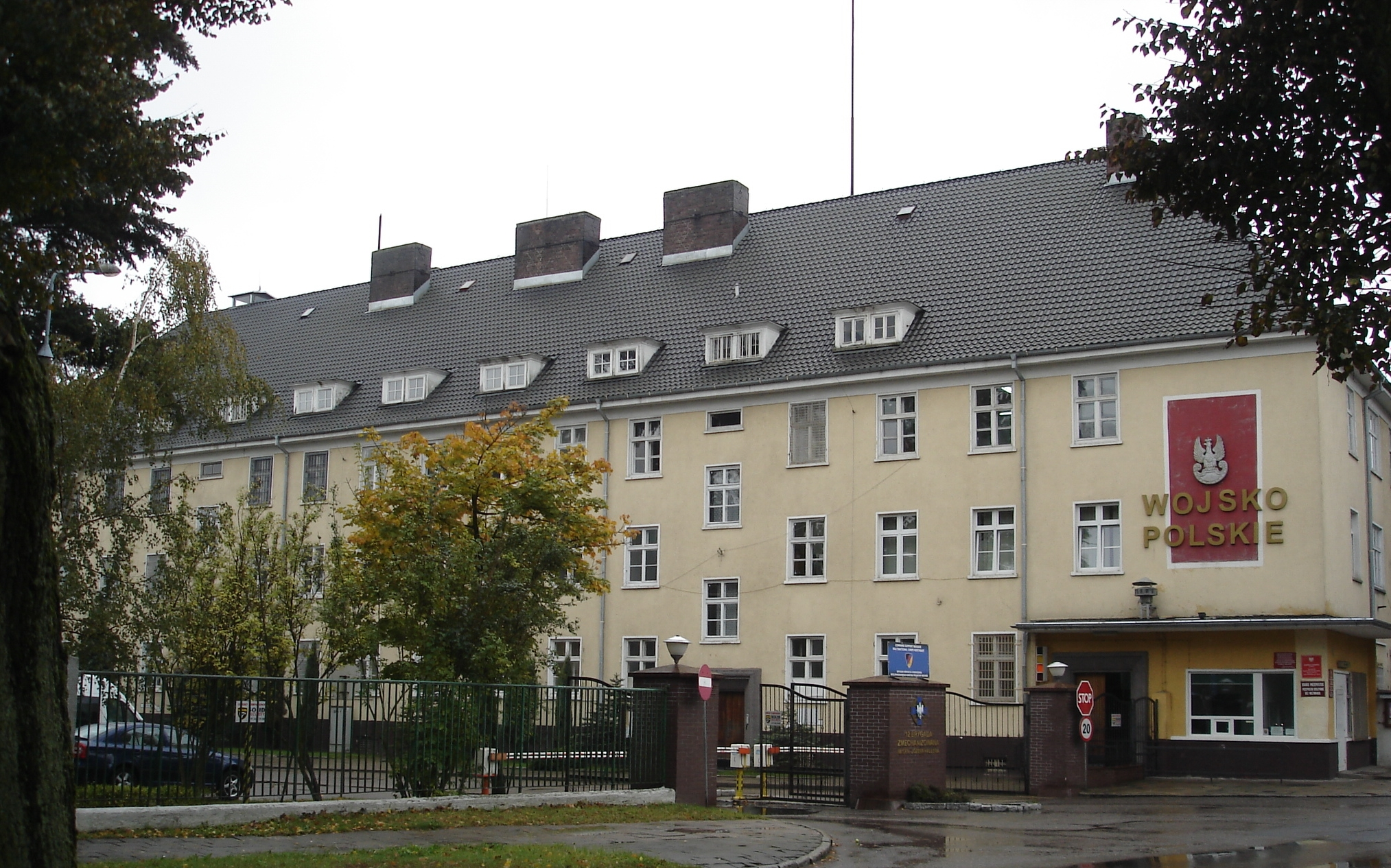
Stargard – w tych koszarach stacjonował pułk

9 Zaodrzański Pułk Zmechanizowany – dawny oddział zmechanizowany Sił Zbrojnych PRL i okresu transformacji ustrojowej.
Sformowany w 1957 roku na bazie 43 pułk piechoty przyjął tradycje wojennego 9 Zaodrzańskiego pułk piechoty. Wchodził w skład 12 Dywizji Zmechanizowanej i stacjonował w Stargardzie Szczecińskim. W 1995 roku rozformowany, a na jego bazie utworzona została 6 Brygada Kawalerii Pancernej.

## Historia pułku
Dowódca Pomorskiego Okręgu Wojskowego w terminie do dnia 15.08.1957 r. na podstawie Rozkazu MON Nr 0025/Org. z dnia 02.04.1957 r. przeprowadził reorganizację w 12 Dywizji Piechoty. 43 Pułk Piechoty będący w składzie 14 Dywizji Piechoty (JW 3579) z miejscem postoju Starogard Szczeciński został podporządkowany 12 Dywizji Piechoty z nowym etatem Nr 2/210 z dnia 02.04.1957 r. (715 wojskowych i 6 pracowników cywilnych). W tym samym czasie 9 Zaodrzański Pułk Piechoty stacjonujący w Pile został rozformowany.
W dniu 3 maja 1957 roku 43 Pułk Piechoty ze Stargardu Szczecińskiego, na mocy zarządzenia Szefa Sztabu Generalnego WP Nr 071/Org. z dnia 03.05.1957 r. został przemianowany na 9 Zaodrzański Pułk Piechoty (JW 3579). Dowódcą pułku został mjr Ryszard Drabb. W tym samym roku, w październiku został przeformowany na 9 Zaodrzański Pułk Zmotoryzowany. Jednocześnie pułkowi został wręczony sztandar przez dowódcę Pomorskiego Okręgu Wojskowego gen. dyw. Zygmunta Huszczę. W uroczystości tej uczestniczyła, powstała w 1957 roku, nieetatowa orkiestra 9 Zaodrzańskiego Pułku Zmechanizowanego, którą zasilili muzycy z rozwiązanej orkiestry 43 pp. Orkiestra w garnizonie zafunkcjonowała w 1946 roku przy 43 pp, a następnie w 9pz i działała jako orkiestra etatowa do 1963 roku.
W 1958 roku 12 Dywizja Piechoty została przeformowana na 12 Dywizję Zmechanizowaną na podstawie rozkazu MON nr 0010/Org. z 2 października 1958 roku. Jednocześnie 9 Zaodrzański Pułk Zmotoryzowany przeformowany został na 9 Zaodrzański Pułk Zmechanizowany (JW 3453). Wchodził w skład 12 Dywizji Zmechanizowanej i stacjonował w garnizonie Stargard Szczeciński w tzw. białych koszarach.
23 października 1962 pułk został postawiony w stan pełnej gotowości bojowej w związku z kryzysem kubańskim i możliwością wybuchu wojny pomiędzy USA a ZSRR. Stan ten trwał do 20 listopada 1962 roku.
Jesienią 1962 pułk wziął udział w manewrach wojsk Układu Warszawskiego pod kryptonimem: „Odra-Bałtyk”, w których udział brały oddziały Armii Radzieckiej, Narodowej Armii Ludowej NRD i Wojska Polskiego. W lipcu 1965 roku niektóre pododdziały pułk brały udział w ćwiczeniu pod kryptonimem „Bałtyk-Wisła”. W kwietniu 1966 pododdziały dywizji, w tym 9 Zaodrzańskiego Pułku Zmechanizowanego, zostały poddane inspekcji pod przewodnictwem Głównego Inspektora Szkolenia MON gen. broni Jerzy Bordziłowskiego. Dywizja otrzymała ocenę niedostateczną, zaś pułk ocenę dostateczną. Powtórnie przeprowadzono inspekcję w czerwcu z oceną dobrą dla pułku i dostateczną dla dywizji.
22 lipca 1966 wydzielone pododdziały pułku wzięły udział w defiladzie w Warszawie dla uczczenia 1000-lecia Państwa Polskiego. W lutym 1967 roku niektóre pododdziały pułku uczestniczyły w ćwiczeniu dywizyjnym pod kryptonimem „Gil-67”. W 1967 do pułku wprowadzono pierwsze uzbrojone transportery opancerzone SKOT-2, BRDM-2. Ponadto na wyposażenie wprowadzono: 9 mm pistolet P-64 oraz pistolet maszynowy PM-63, karabinek wyborowy SWD, haubice 122 mm M-30 i nowe typy urządzeń łączności. We wrześniu 1969 w ramach ćwiczeń wydzielonych wojsk Układu Warszawskiego pod kryptonimem „Odra-Nysa 69” niektóre pododdziały pułku realizowały zagadnienia związane z forsowaniem szerokiej przeszkody wodnej.
17 grudnia 1970 w związku z wydarzeniami Grudnia 70 wydzielone siły 9 pułku zostały ześrodkowane w Szczecinie przy al. Piastów. 18 grudnia wzięły udział w akcji blokowania stoczni. Mimo kilku prób przerwania blokady, nie dopuszczono do wejścia demonstrantów na teren stoczni. Brały również udział w patrolowaniu miasta nie dopuszczając do dewastacji placówek handlowych i budynków użyteczności publicznej. 23 grudnia jednostki wróciły do koszar.
W 1973 roku w 9 pz powstała nieetatowa orkiestra. Kapelmistrzami orkiestry 9 pz w latach 1957-1995 byli: Stanisław Pic, Jan Krasiński, Gerard Jędrzejewski, Stanisław Zglinicki, Edward Charowski, Piotr Olszański. Od 1995 roku, po rozformowaniu 9pz i powstaniu 6BKPanc kapelmistrzem został st. sierż. Piotr Olszański. Orkiestra została rozformowana w 2007 roku.
W latach 1974, 1975, 1977 i 1979 12 Dywizja Zmechanizowana, w tym 9 Zaodrzański Pułk Zmechanizowany, był poddany inspekcji i otrzymał pozytywne oceny. We wrześniu 1976 wydzielone pododdziały pułku uczestniczyły w ćwiczeniu wojsk Układu Warszawskiego pk. „Tarcza-76” uzyskując ocenę bardzo dobrą.
13 grudnia 1981 roku pododdziały pułku po otrzymaniu sygnału o wprowadzeniu gotowości bojowej zagrożenia wojennego zajęły rejony alarmowe w okolicy Szczecina. Jednocześnie, zgodnie z opracowanymi planami, część sił przystąpiła do tzw. działań demonstracyjnych. Polegały one na przemieszczaniu się kolumn wojska głównymi ulicami miasta. Był to swoisty pokaz siły. Od 14 do 22 grudnia część pododdziałów wzięła udział w blokowaniu Stoczni im. Warskiego. W kolejnych miesiącach stanu wojennego żołnierze wspólnie z milicjantami patrolowali ulice. Nie dopuszczano do użycia siły przez inne siły porządkowe w obecności wojska. Po 13 grudnia 1981 r. swoją działalność w Stargardzie i w powiecie wznowiły TGO i MGO. Działania te podjęte zostały w związku z przygotowaniami do zawieszenia stanu wojennego, co nastąpiło 14 grudnia 1982 r..
W latach 1981, 1986 i 1988 12 Dywizja Zmechanizowana, w tym 9 Zaodrzański Pułk Zmechanizowany był poddany inspekcji i otrzymał dobre oceny: 3,75; 3,53; 3,75. W marcu 1987 pułk uczestniczył w siedmiodniowym ćwiczeniu na poligonie drawskim pk. „Opal-87”, w którym po raz pierwszy wzięli udział obserwatorzy 22 państw-sygnatariuszy Organizacji Bezpieczeństwa i Współpracy w Europie (OBWE).
W 1987 roku dowódcą pułku został ppłk dypl. Tadeusz Awsiuk. W tym samym roku pododdziały pułku odbyły szkolenie poligonowe na ośrodku zurbanizowanym w Wędrzynie. W 1989 roku w pułku był prowadzony eksperyment w związku ze służbą 18 miesięczną i ostatecznie nastąpiło skrócenie czasu odbywania zasadniczej służby wojskowej do 18 miesięcy w 1990 r.
W latach 80. XX wieku pułk używał kryptonimu Czoło.
W 1990 roku pułk przekształcono w jednostkę zunifikowaną. W tym czasie stracił on swoją nazwę wyróżniającą „Zaodrzański” i na jesieni tego samego roku przyjął nazwę 9 Pułk Zmechanizowany. Ponadto realizując postanowienia wynikające z podpisanego przez Polskę Traktatu CFE, do kasacji skierowano transportery opancerzone SKOT, a wprowadzono BWP. Od 1990 na bazie 1 batalionu czołgów zafunkcjonowała w pułku Szkoła Podoficerska i Młodszych Specjalistów szkoląc przyszłych podoficerów służby zasadniczej, dowódców drużyn na potrzeby 12 Dywizji Zmechanizowanej.
W latach 70/90. 9 Zaodrzański Pułk Zmechanizowany nosił imię Lucyny Herc. W 1991 roku na podstawie uchwały zebrania oficerskiego została anulowana decyzja narzucająca z góry patrona pułku.
W 1991 roku wyznaczone pododdziały pułku przejęły poradzieckie mienie wojskowe znajdujące się m.in. w Kluczewie, w których stacjonowała Armia Radziecka. W 1993 obiekty, wraz ze znajdującym się tam sprzętem, przekazano terenowym organom administracji państwowej. W 1991 roku odbyła się w pułku pierwsza wizyta niemieckich oficerów z dowództwa 41 Brygady Obrony Terytorialnej z Eggezin. Rewizyta polska miała miejsce 5 grudnia 1991 r. W 1992 roku niektóre pododdziały pułku uczestniczyły w ćwiczeniu dowódczo-sztabowym kierowanym przez dowódcę Pomorskiego Okręgu Wojskowego gen. dyw. Tadeusza Bazydłę pk. „Opal-92”. W 1994 roku wydzielone pododdziały pułku uczestniczyły w wieloszczeblowym ćwiczeniu dowódczo-sztabowym z oznaczonymi wojskami „Opal-94” oraz w ćwiczeniu taktyczno-specjalistycznym ze strzelaniem bojowym na poligonie Wicko. W latach 1991 i 1993 12 Dywizja Zmechanizowana, w tym 9 Zaodrzański Pułk Zmechanizowany był poddany inspekcji i otrzymał pozytywne oceny. W 1995 roku nawiązane zostały dwustronne kontakty pomiędzy 12 Dywizją Zmechanizowaną, w tym 9 Pułku Zmechanizowanego, a ówczesną Jutlandzką DZ sił zbrojnych Królestwa Danii.
Na podstawie zarządzenia szefa Sztabu Generalnego WP nr 086/Org. z 19 grudnia 1994 roku rozpoczął się proces przejścia 12DZ, w tym 9 Pułku Zmechanizowanego, na strukturę brygadową. 1 marca 1995 roku Dowódca 12 SzDZ powierzył ppłk. dypl. P. Pcionkowi organizację 6 Brygady Pancernej. 12.04.1995 roku dowódca rozkazem 72/95 powołuje Komisję ds. Tradycji, której przewodniczącym zostaje ppłk dypl. Wiktor Marcinkowski. Z dniem 2 sierpnia 1995 roku Minister Obrony Narodowej oficjalnie wyznacza ppłk. dypl. Piotra Pcionka na dowódcę 6 Brygady Pancernej, a następnie 6 Brygady Kawalerii Pancernej im. gen. bryg. Konstantego Plisowskiego.

## Żołnierze pułku
Dowódcy
- ppłk Ryszard Drabb (1958–1962)

- ppłk Tadeusz Szpakowski (1962–1965)
- ppłk dypl. Ryszard Drabb (1965–1966)
- ppłk/płk Jan Jania (1966–1972)
- ppłk dypl. Bolesław Bryś (1973–1976)
- mjr/ppłk dypl. Zbigniew Zalewski (1976–1978)
- mjr/ppłk dypl. Aleksander Topczak (1978–1981)
- mjr/ppłk dypl. Oleg Kruszelnicki (1981–1987)
- ppłk/płk dypl. Tadeusz Awsiuk (1987–1991)
- mjr dypl. Piotr Szkurłat (1991–1993)
- mjr dypl. Kazimierz Adamski (1993–1994)
- ppłk dypl. Piotr Pcionek (1994–1995)

## Wyróżnienia pułku
- Krzyż Srebrny Orderu Virtuti Militari V klasy – nadany przez Dowództwo Naczelne WP rozkazem nr 2 z 3.01.1946 r.
- Medal Pamiątkowy 3 Pomorskiej Dywizji Piechoty im. R. Traugutta.
- Gryf Pomorski – nadany przez Prezydium WRN w Szczecinie zasługi dla zagospodarowywania woj. szczecińskiego w dniu 8.08.1968 r.
- Odznaka Honorowego Krwiodawstwa nadana przez Prezydium Zarządu Wojewódzkiego oddziału PCK za wybitne osiągnięcia w akcji honorowego krwiodawstwa – I stopnia 27.03.72 r. i III stopnia – 27.04.l969 r.
- Medal Pamiątkowy MON nadany z okazji 25 rocznicy zwycięstwa nad faszyzmem w 1970 r.
- Odznaka Honorowego Krwiodawstwa nadana przez Prezydium Zarządu Wojewódzkiego oddziału PCK za wybitne osiągnięcia w akcji honorowego krwiodawstwa – I stopnia 27.03.72 r. i III stopnia – 27.04.l969 r.
- Medal 850-lecia i 30-lecia m. Stargardu – z okazji Święta Pułku nadany przez Komitet PZPR i Prezydenta za zasługi w rozwoju miasta w 1975 r.
- Medal Pamiątkowy „ Za Osiągnięcia w Służbie Wojskowej” – nadany pięciokrotnie w 1977 r., l978 r., 1980 r. 1982 r. 1985 r. przez MON.

## Struktura organizacyjna
(lata 80. XX w) 
- Dowództwo i sztab
  - 3 x bataliony zmechanizowane
  - batalion czołgów
  - kompania rozpoznawcza
  - bateria haubic 122mm
  - bateria ppanc
  - kompania saperów
  - bateria plot
  - kompania łączności
  - kompania zaopatrzenia
  - kompania remontowa
  - kompania medyczna
  - pluton chemiczny
  - pluton ochrony i regulacji ruchu

Skład z 1990 /jako pułk zunifikowany/
- Dowództwo i sztab
- kompania łączności - kpt. Pieniężny
- pluton regulacji ruchu - chor. Wojciech Łański
- 1 batalion zmechanizowany – kpt. Roman Hadryś
  - 3 x kompanie zmechanizowane – po 10 BWP w kompanii
  - kompania wsparcia - kpt. Stanisław Olszewski
  - pluton łączności -
  - pluton zaopatrzenia - mł. chor. Sidor
- 2 batalion zmechanizowany – mjr Stanislaw Ciesiołkiewicz
  - 3 x kompanie zmechanizowane – po 10 BWP w kompanii
  - kompania wsparcia - por. Dariusz Sokół
  - pluton łączności -
  - pluton zaopatrzenia - sierż. Zenon Bartosik
- 1 batalion czołgów – mjr Wiesław Roman
  - 3 x kompanie czołgów – po 10 T-72 w kompanii
  - pluton łączności -
  - pluton zaopatrzenia -
- 2 batalion czołgów – kpt. Adam Świderski
  - 3 x kompanie czołgów – po 10 T-72 w kompanii
  - pluton łączności -
  - pluton zaopatrzenia - sierż. Marek Barański
- dywizjon artylerii samobieżnej – kpt. Zbigniew Staszewski
  - 1 bateria samobieżna - por. Dariusz Wiśniewski
  - 2 bateria samobieżna - kpt. Tadeusz Piątek
  - pluton łączności - chor. Radwan
  - pluton zaopatrzenia - ogn. Wilkaniec
- dywizjon przeciwlotniczy – kpt. Edmund Marciszuk
  - 1 bateria plot - kpt. Bogdan Siuda do 1993, od 1993 kpt. Ogórek, od 1994 por. Chamera
  - 2 bateria plot - por. Górak
- bateria przeciwpancerna – kpt. Jarosław Bieńkowski
- kompania saperów – por. Henryk Nowosad (2 BLG, BRDM-2, 3 SKOT)
- kompania rozpoznawcza - por. Jan Onderek (7 BRDM-2)
- kompania zaopatrzenia – chor. Owczarek
- kompania remontowa – por. Kutelma
- kompania medyczna – kpt. Aleksander Kaczmarek
- pluton chemiczny - chor. Aleksander Maludy[26]

## Uzbrojenie, sprzęt
Na uzbrojeniu pułku między innymi znajdowały się: czołgi T-34/85, T-54, T-55, T-72, transportery opancerzone BTR-40,
SKOT 2AP, armaty przeciwlotnicze ZU-23-2 i S-60, bojowe wozy piechoty BWP-1, samobieżne haubice 122mm 2S1 Goździk, rozpoznawcze samochody opancerzone BRDM-1, BRDM-2. Ponadto pułk jako środków transportowych używał z rodziny pojazdów ciężarowych Star oraz samochodów terenowo-osobowych GAZ-69, Honker. Inny sprzęt to: BLG-67, ZU-23-2 (Hibneryt na wyposażeniu dywizjonu plot), WZT-1.

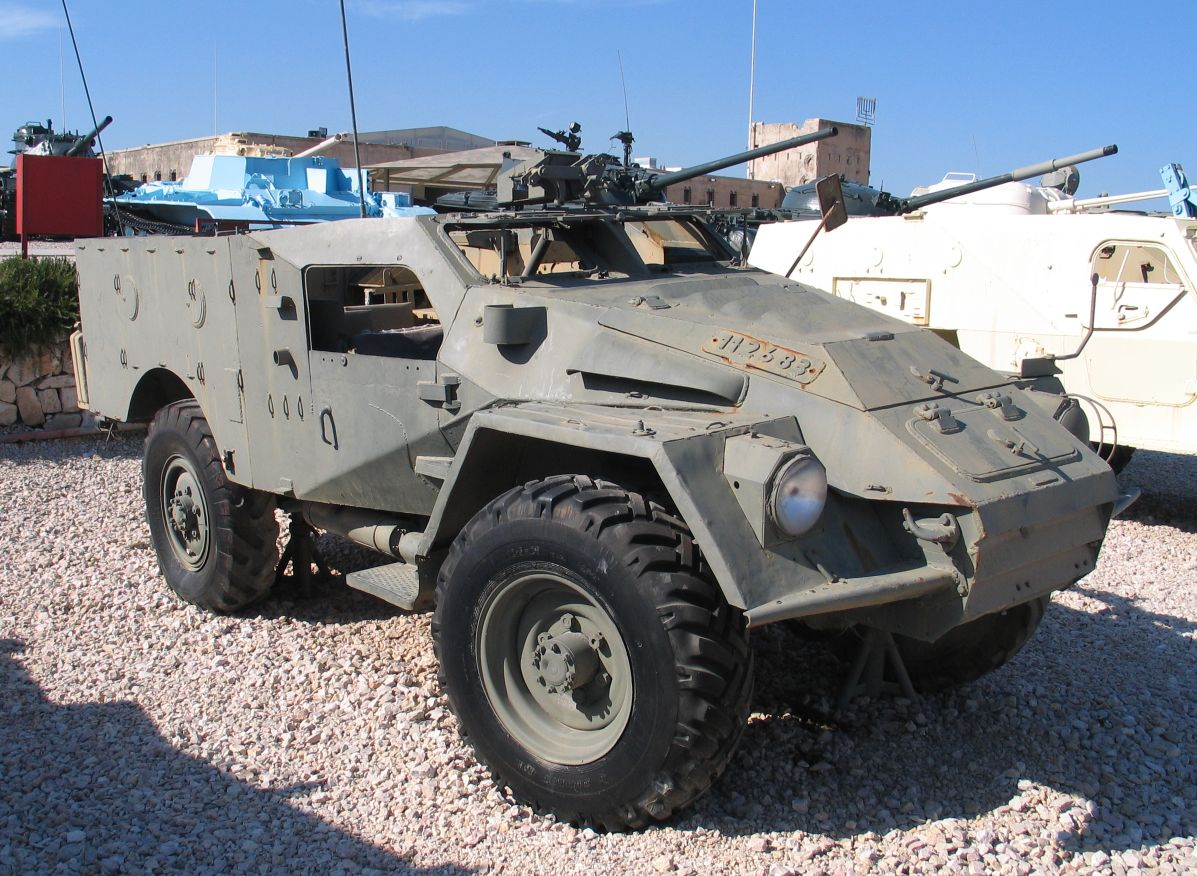
BTR-40 - transp. opanc. na wyposażeniu kr pułku, lata 50.
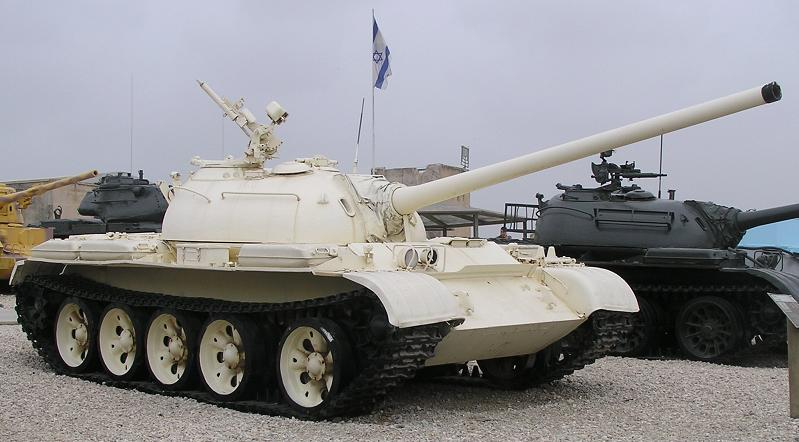
T-54 - czołg na wyposażeniu pułku, lata 60.
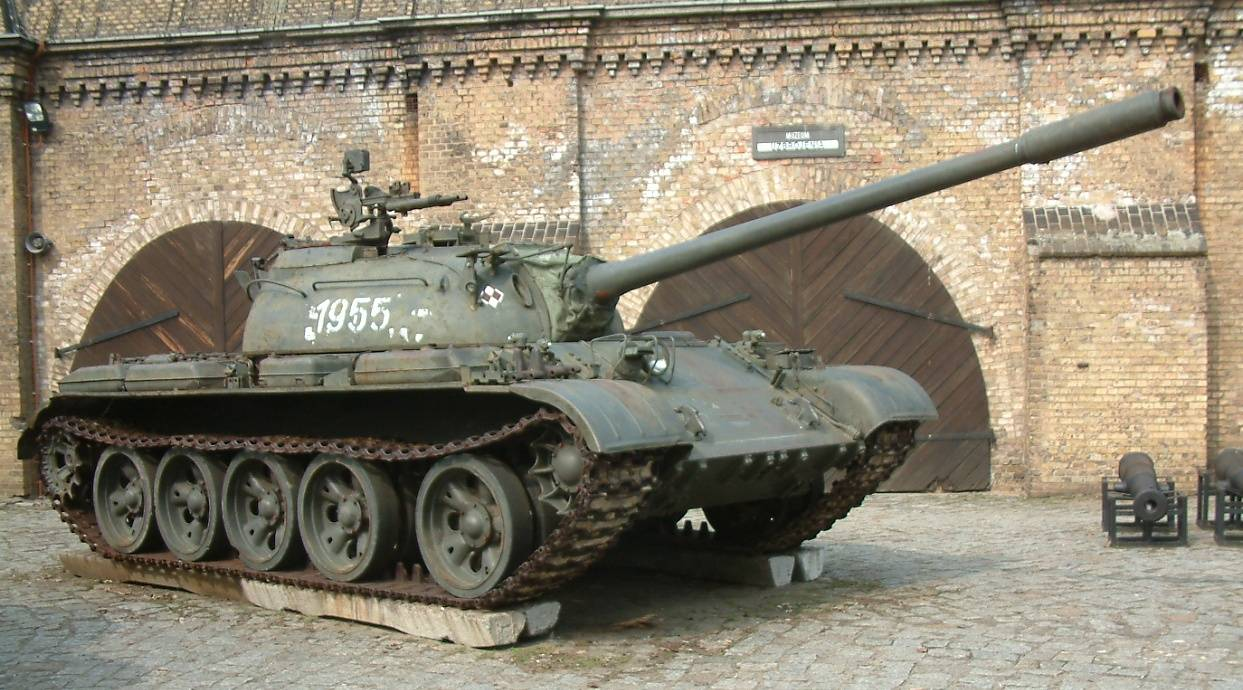
T-55 - czołg na wyposażeniu pułku, lata 70.
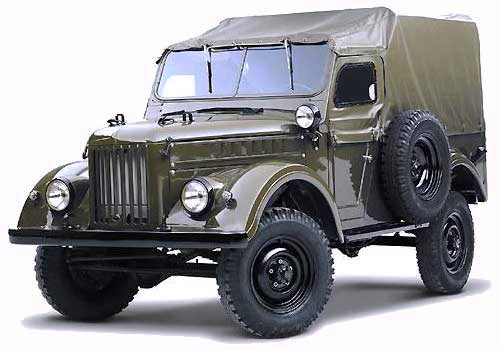
GAZ-69 - na wyposażeniu pułku, lata 70/80.
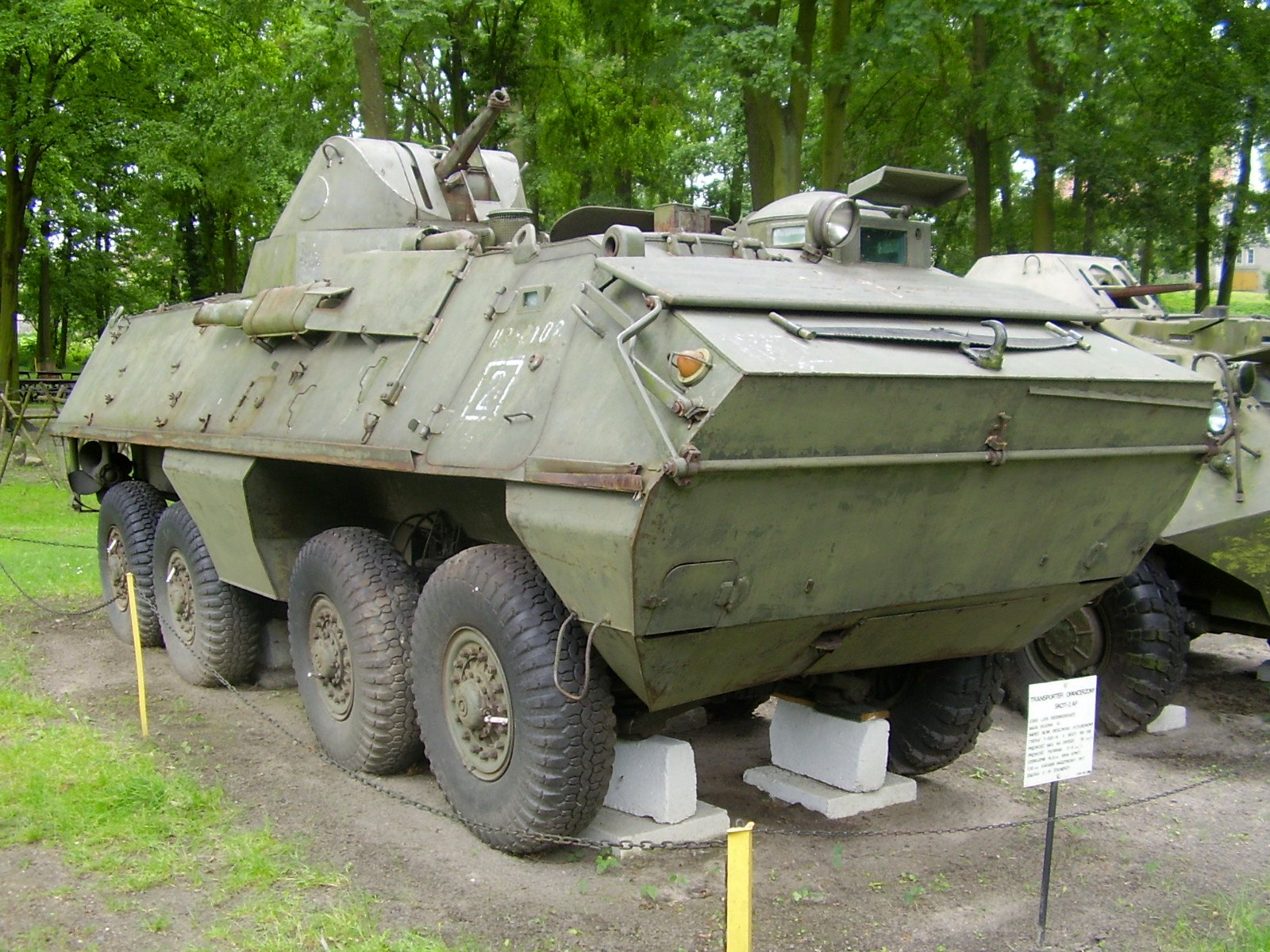
SKOT - na wyposażeniu pułku, lata 70/80.
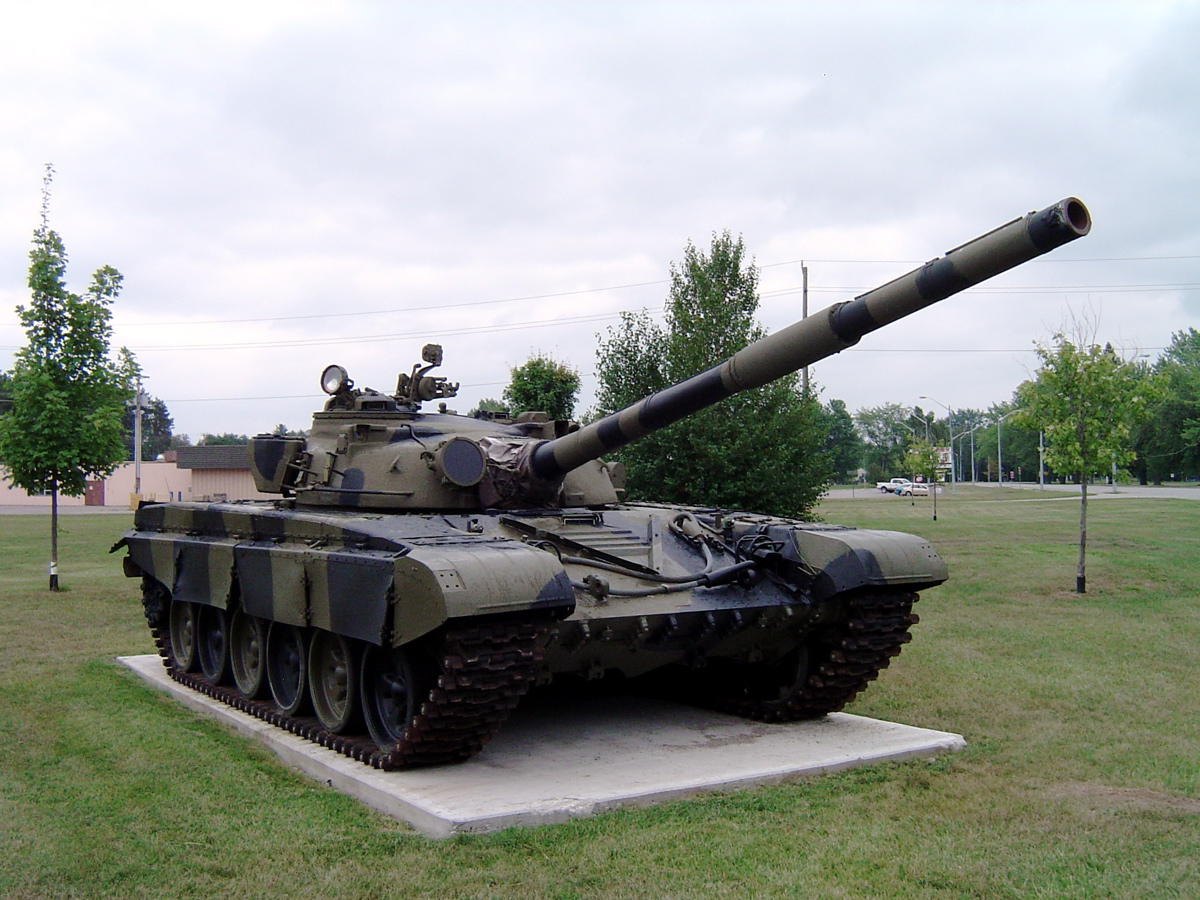
T-72 - czołg na wyposażeniu pułku, lata 80/90.
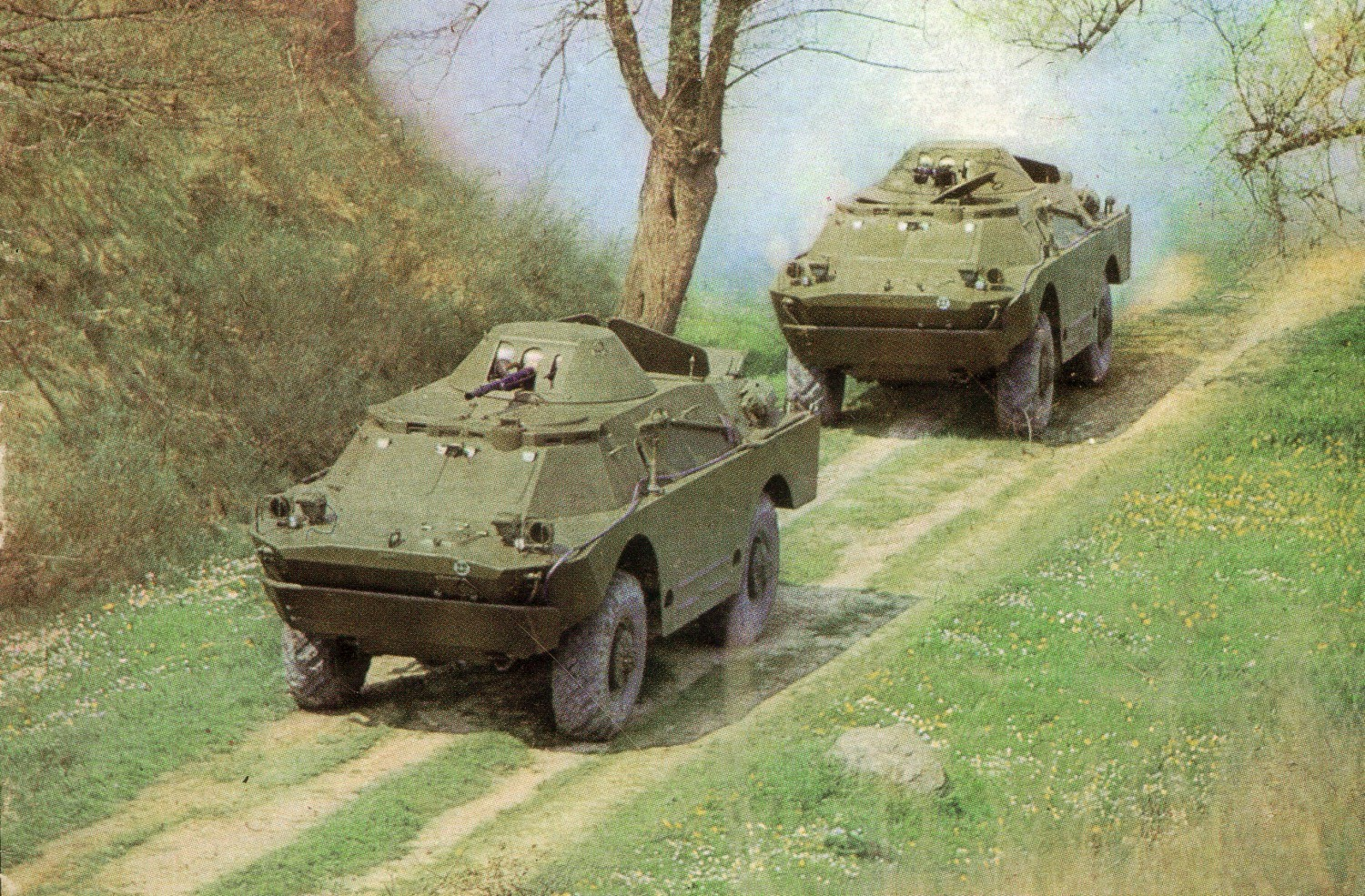
BRDM-2 – wóz rozpoznawczy na wyposażeniu kr
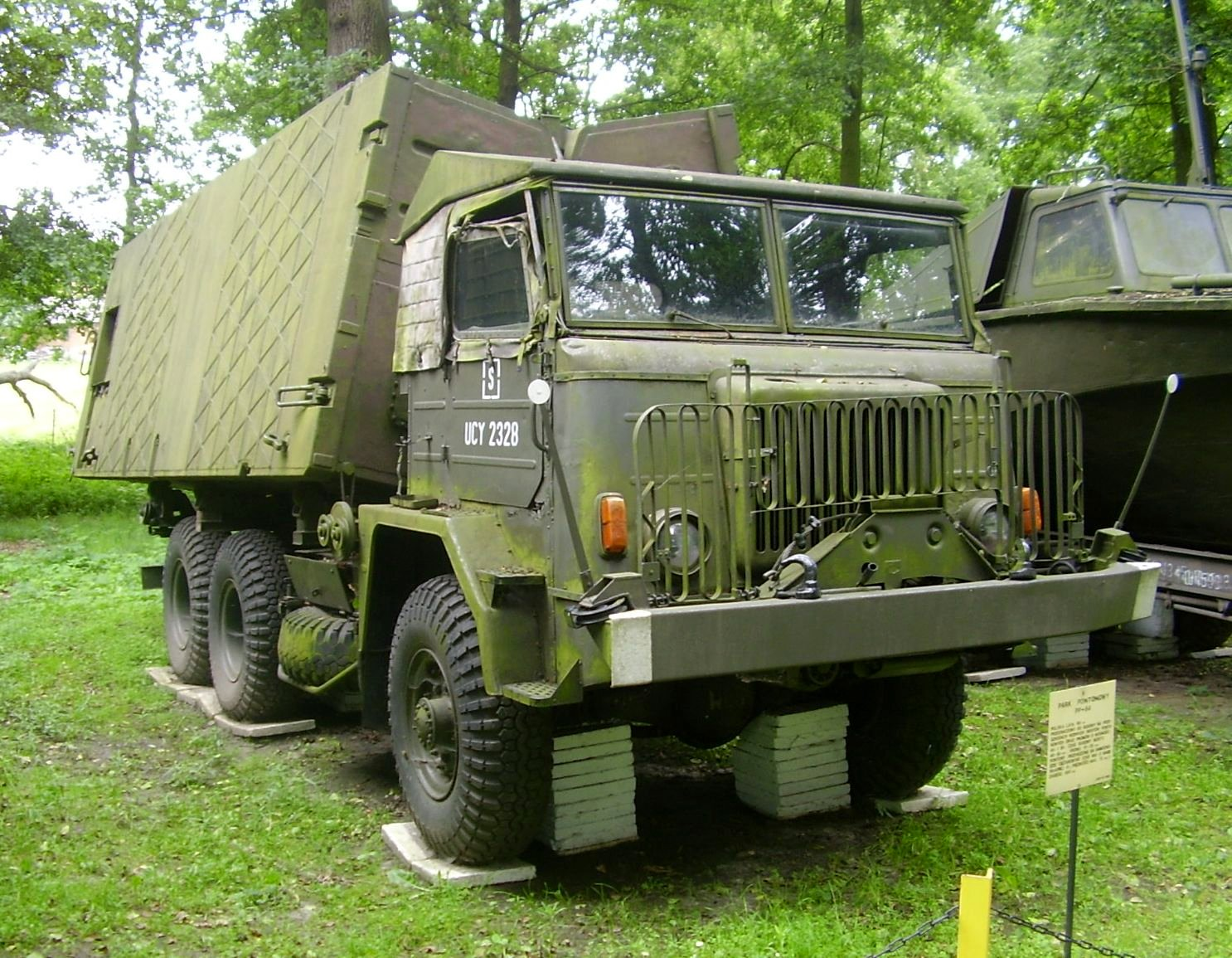
Star 660 - na wyposażeniu pułku, lata 70/80.
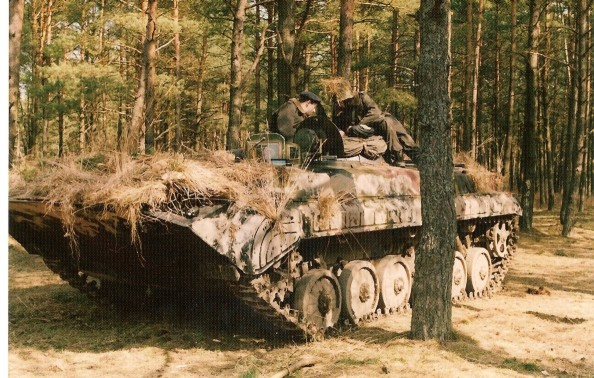
BWP-1 - wóz na wyposażeniu pułku, lata 90.
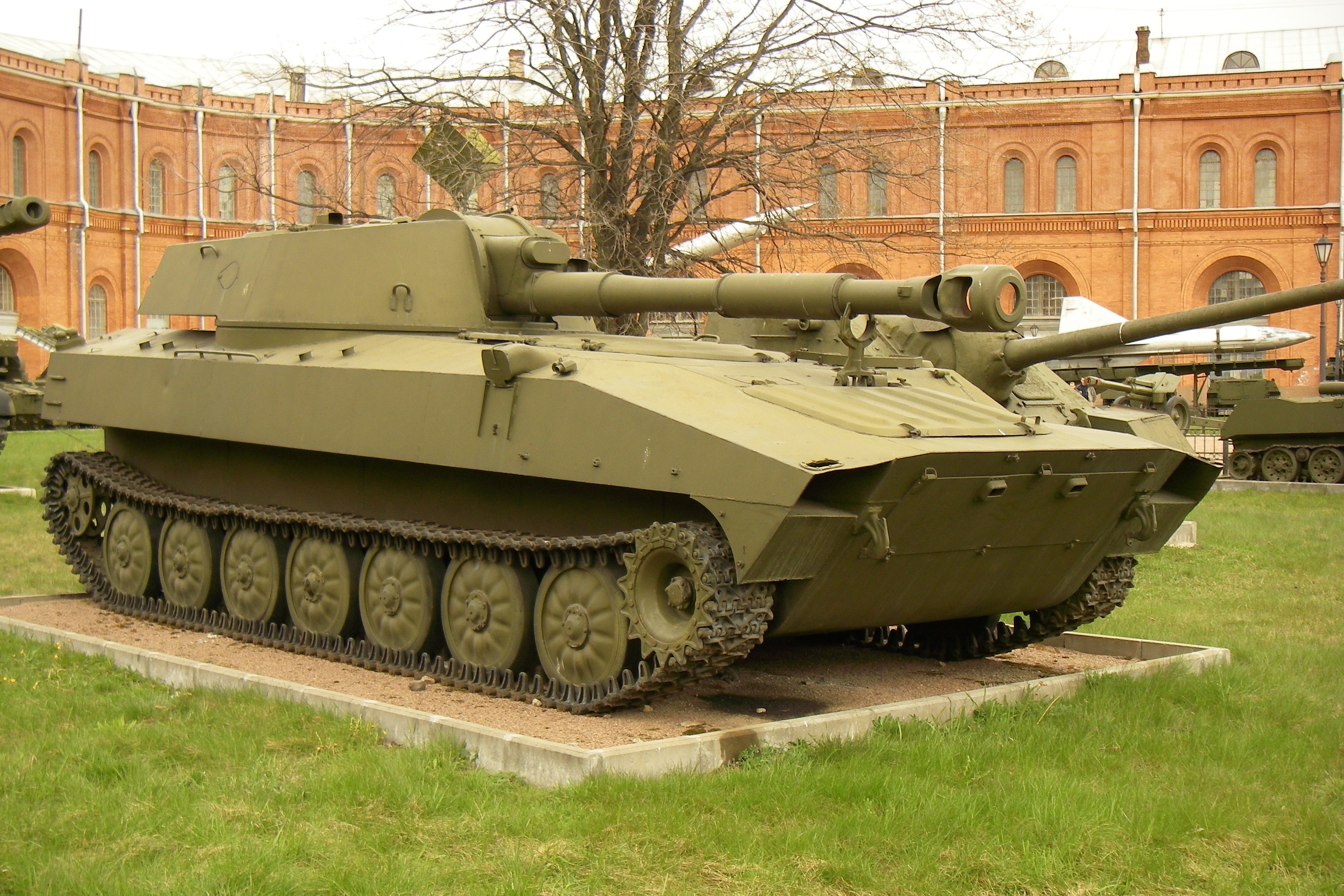
2S1 Goździk - samobieżna haubica na wyposażeniu dywizjonu artylerii pułku, lata 780.
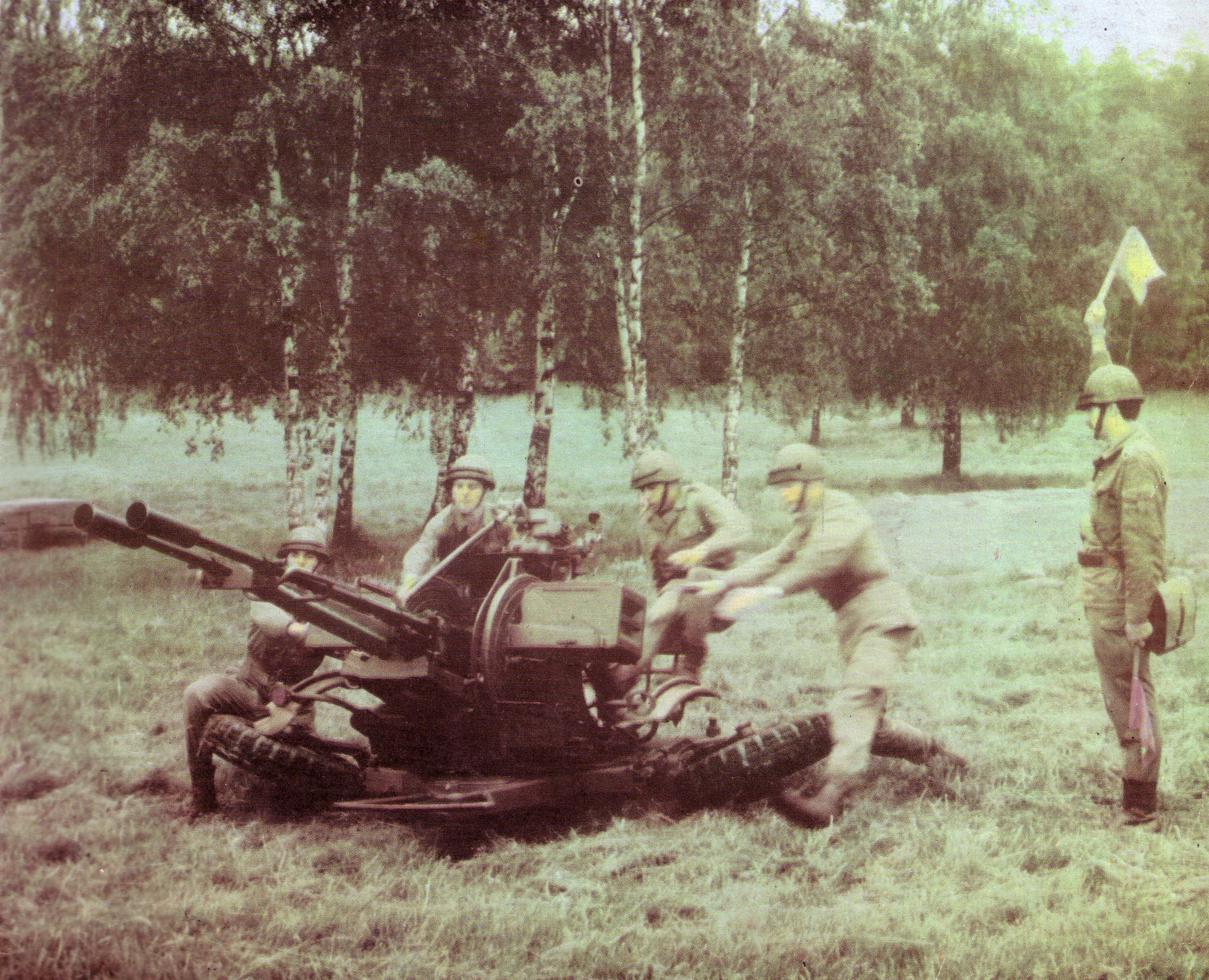
Armata przeciwlotnicza ZU-23-2 - na wyposażeniu pułku, lata 70/80.
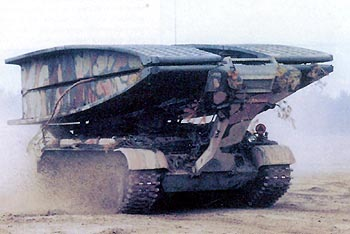
BLG-67 - czołg mostowy na wyposażeniu ksap pułku, lata 70/80.
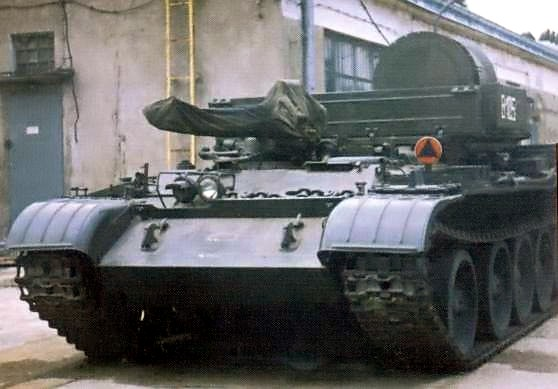
WZT-1 - wóz zabezpieczenia tech. na wyposażeniu pułku, lata 70/80.
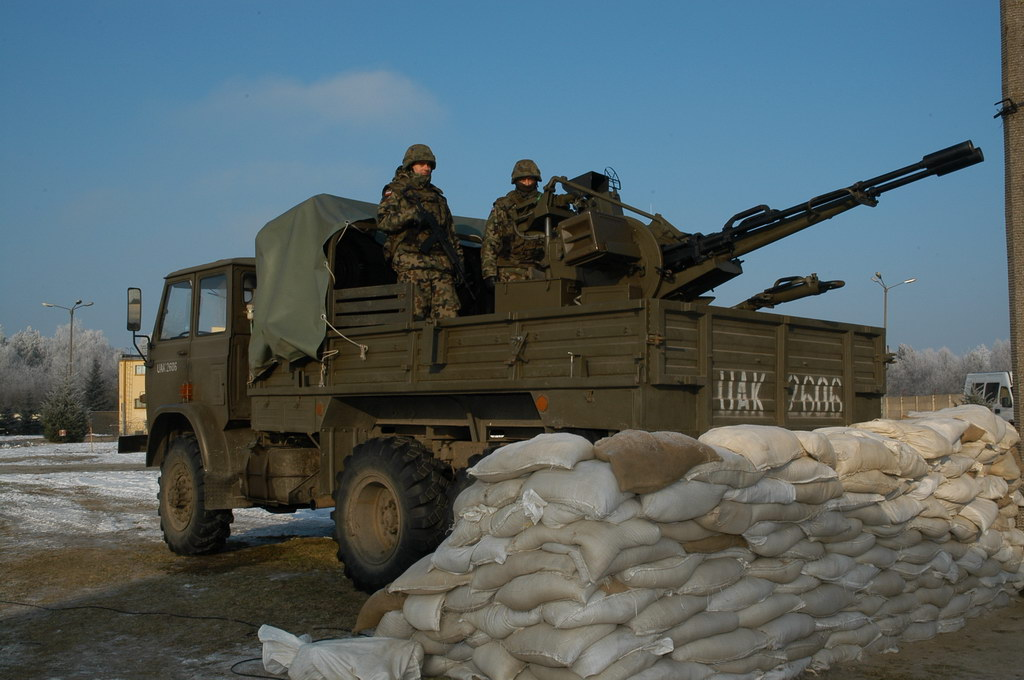
ZU-23-2 - Hibneryt na wyposażeniu dywizjonu plot pułku, lata 80/90.
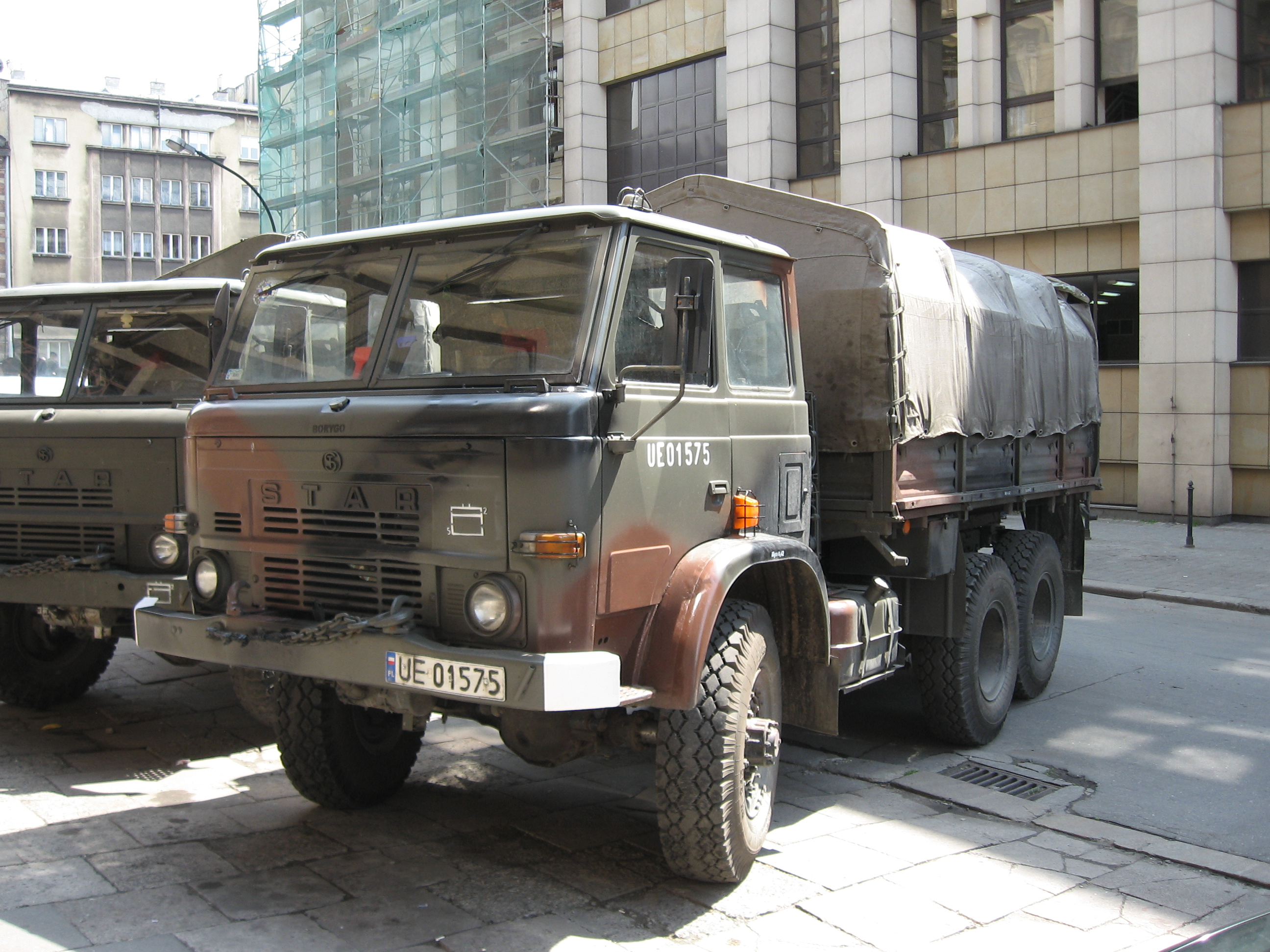
STAR 266 - na wyposażeniu pułku, lata 90.
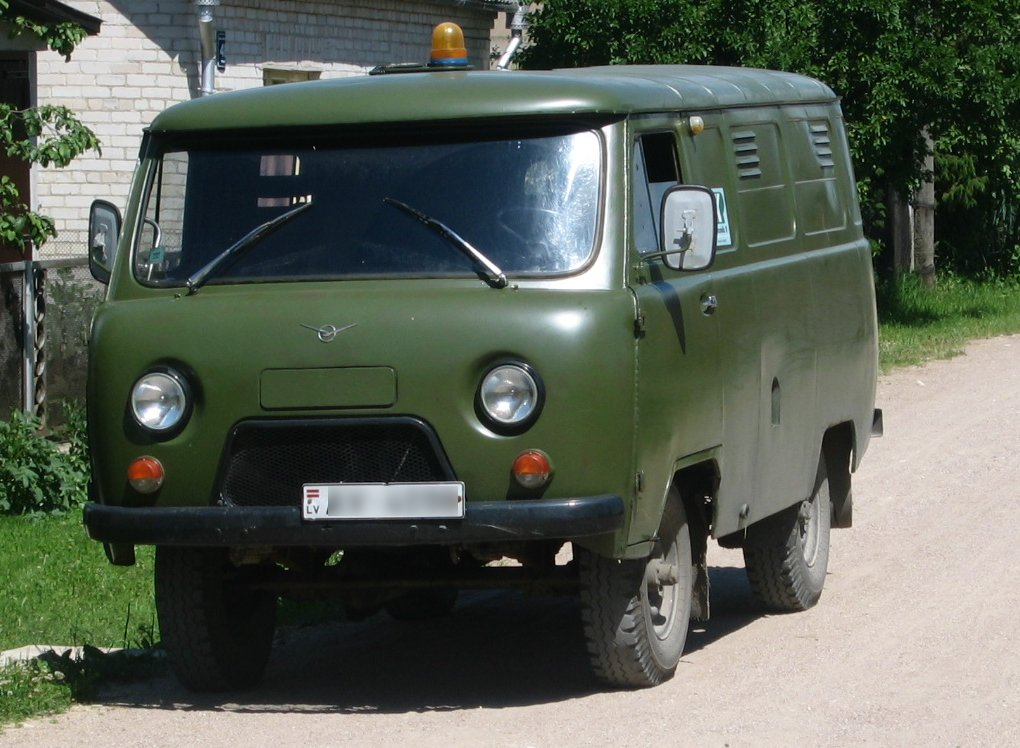
UAZ 452 - na wyposażeniu pułku, lata 90.
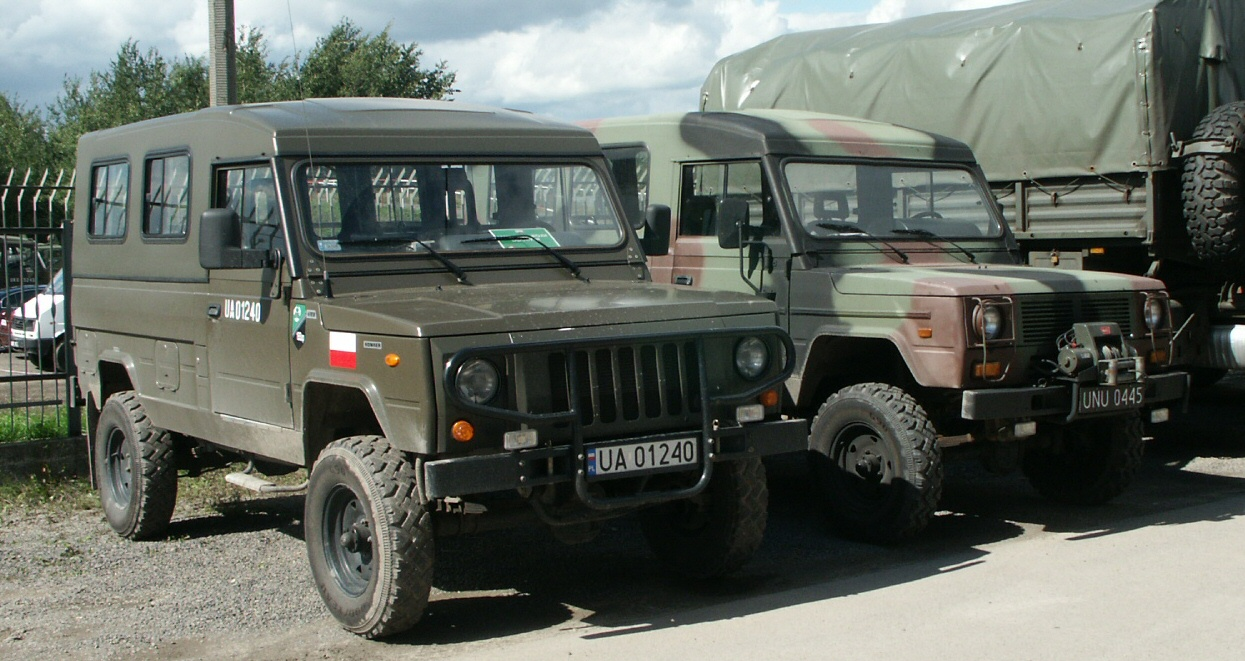
Tarpan Honker na wyposażeniu dowództwa i sztabu batalionu, lata 80/90.

## Obiekty szkoleniowe
- Strzelnica garnizonowa
- Plac treningów ogniowych (PTO)
- Plac ćwiczeń taktycznych (PĆT)
- Ośrodek sprawności fizycznej (OSF)
- Plac ćwiczeń saperskich (PĆS)

## Odznaka pamiątkowa[28]
Odznaka ma kształt owalnej tarczy, otoczonej wieńcem laurowym, który w dolnej cześć ma liście pokryte granatową emalia. Tarcza, wypełniona białą emalia, ukośnie jest przeciętą granatowym falującym pasem (rzeka Ina). Na tarczy umieszczono w centralnej części czerwonego gryfa trzymającego w łapach srebrną odznakę wojsk zmechanizowanych. W dolnej części odznaki w wieńcu laurowym znajduje się cyfra 9. Odznakę wieńczy miniatura orła wojsk lądowych.
Wymiary: 50x40 mm
Wykonanie: PiK - Warszawa
Pierwsze odznaki wręczono w 1991 roku

## Przekształcenia
1. 43 Pułk Piechoty[d] → 9 Zaodrzański Pułk Piechoty → 9 Zaodrzański Pułk Zmotoryzowany → 9 Pułk Zmechanizowany → 6 Brygada Kawalerii Pancernej → 2/12 BZ (14 batalion Ułanów Jazłowieckich)
2. 9 Zaodrzański Pułk Piechoty ↘ rozformowany w 1957